# Ignacio Zaragoza, Campeche
Ignacio Zaragoza är en ort i Mexiko.   Den ligger i kommunen Carmen och delstaten Campeche, i den sydöstra delen av landet, 800 km öster om huvudstaden Mexico City. Ignacio Zaragoza ligger 1 meter över havet och antalet invånare är 271.
Terrängen runt Ignacio Zaragoza är mycket platt. Runt Ignacio Zaragoza är det glesbefolkat, med 11 invånare per kvadratkilometer. Närmaste större samhälle är Juan de la Cabada Vera, 17,9 km sydväst om Ignacio Zaragoza. Trakten runt Ignacio Zaragoza består till största delen av jordbruksmark.